# Бендліно
Бендліно (пол. Będlino) — село в Польщі, у гміні Вешхово Дравського повіту Західнопоморського воєводства.
Населення — 197 осіб (2011).
У 1975-1998 роках село належало до Кошалінського воєводства.

## Демографія
Демографічна структура станом на 31 березня 2011 року:
|          | Загалом | Допрацездатний вік | Працездатний вік | Постпрацездатний вік |
| -------- | ------- | ------------------ | ---------------- | -------------------- |
| Чоловіки | 92      | 12                 | 66               | 14                   |
| Жінки    | 105     | 31                 | 52               | 22                   |
| Разом    | 197     | 43                 | 118              | 36                   |